# Кук (окръг, Минесота)
Вижте пояснителната страница за други значения на Кук.
Окръг Кук (на английски: Cook County) е окръг в щата Минесота, Съединени американски щати. Площта му е 8651 km², а населението - 5168 души (2000). Административен център е град Гранд Мърей.